# Mars (Familie)
Die Familie Mars ist eine US-amerikanische Familie, der das nach ihr benannte Süßwarenunternehmen Mars, Inc. gehört. Die Familie wurde 1988 von der Zeitschrift Fortune als die reichste Familie der Vereinigten Staaten von Amerika eingestuft. 2020 lag sie hinter der Familie Walton auf Platz zwei der vermögendsten Familien der Vereinigten Staaten und der Welt. Von Bloomberg Businessweek wurde das Familienvermögen in diesem Jahr auf 120 Milliarden US-Dollar geschätzt. Die Familie gilt als zurückgezogen lebend und spricht nur selten mit Reportern. Das Familienunternehmen Mars Inc. ist eine private Gesellschaft und nicht börsennotiert.

## Geschichte
Die Geschichte der Familie Mars beginnt mit Frank C. Mars, dem Gründer des späteren Konzerns Mars Incorporated und dem Rezept für den Schokoriegel Milky Way zu Beginn des 20. Jahrhunderts. Er gründete Mars Incorporated im Jahre 1911. Sein einziger Sohn Forrest machte die Marke Mars von Anfang der 1930er Jahre bis zu seinem Ruhestand Ende der 1960er Jahre zu einem kommerziellen und industriellen Erfolg. Die dritte Generation und insbesondere die beiden Söhne von Forrest Sr., Forrest Jr. und John Franklyn, sowie seine Tochter Jacqueline, weiteten den Erfolg des Konzerns bis Ende der 1990er Jahre auf die ganze Welt aus.
Heute geht der Besitz des Unternehmens von der dritten auf die vierte Generation über, die operative Führung hat sich jedoch von einer dynastischen zu einer nicht-familiären Führung gewandelt. Das Unternehmen ist im 21. Jahrhundert allerdings weiterhin im Eigentum der Familie. Mitglieder der Familie arbeiten für das Unternehmen und sitzen im Board of Directors.

## Mitglieder
Bekannte Familienmitglieder sind:
- Frank C. Mars (1883–1934), Erfinder von Milky Way und Snickers und Gründer von Mars Incorporated
- Forrest Mars senior (1904–1999), Sohn von Frank C. Mars. Erfand M&M’s
- Forrest E. Mars junior (1931–2016), Sohn von Forrest E. Mars senior
- John Franklyn Mars (* 1935), Sohn von Forrest E. Mars senior
- Jacqueline Mars (* 1939), Tochter von Forrest E. Mars senior

## Lobbying
Die Familie Mars gehörte zu den 18 Milliardärsfamilien, die sich im US-Kongress für die Abschaffung der Erbschaftssteuer einsetzten.